# معركة فالمي
تقابلت القوات الفرنسية بقيادة ديمورييه مع قوات التحالف الأوروبي الساعي لاحتواء الثورة الفرنسية، المعركة وقعت قرب قرية فالمي في 20 سبتمبر 1792 ونجحت القوات الفرنسية في صد المهاجمين والذين كانوا من الجيشين البروسي والنمساوي إذ قاموا بالانسحاب مما أدى إلى نجاة فرنسا، وتعتبر موقعة فالمي على صغرها من أهم مواقع التاريخ، لأنها ولّدت في فرنسا وجيشها الثقة بالنفس التي جعلتهما مصدر فزع لأوربا مدة طويلة ولأن صمود الجيش الفرنسي فيها حال دون سقوط باريس والقضاء على الثورة وأفكارها.
لم تكن معركة فالمي، مجرد مواجهة عسكرية بسيطة بين القوات الفرنسية وقوات التحالف النمساوي البروسي، بل شكّلت نقطة تحول مصيرية في التاريخ الفرنسي والأوروبي. فقد مثلت هذه المعركة الانتصار الأول للثوار الفرنسيين بعد الإطاحة بالنظام الملكي، ورسّخت شرعية الجمهورية الوليدة أمام خصومها في الداخل والخارج.

## البعد الأيديولوجي للمعركة
رغم أن المعركة في ظاهرها صراع عسكري، فإنها اكتسبت طابعًا أيديولوجيًا عميقًا. اعتبر العديد من المفكرين والمؤرخين أن الثورة الفرنسية لم تكن ثورة سياسية فحسب، بل كانت حركة فكرية ودينية جديدة تسعى لتغيير النظام العالمي القائم. فقد أصبح للثورة مبادئ شبه مقدّسة، وكان مفكرو التنوير أمثال فولتير وروسو يُنظر إليهم كأنبياء لهذا "الدين الجديد"، دين العقل والحرية. وفي هذا السياق، صارت الحروب الثورية الفرنسية بمثابة صراع بين عالم قديم يتشبّث بالتقاليد الملكية والسلطة الإلهية، وعالم جديد يطالب بالحرية والمساواة وحقوق الإنسان.

## مجريات المعركة ودورها العسكري
من الناحية العسكرية، دارت المعركة بين الجيش الفرنسي بقيادة الجنرال شارل فرانسوا دومورييه وفرنسوا كيليرمان، والجيش البروسي بقيادة دوق برونزويك. تمركز الفرنسيون في مرتفعات فالمي، واستعدوا للدفاع باستخدام مدفعيتهم الثقيلة، في حين كانت القوات البروسية تسعى لاجتياح الشمال الفرنسي والتوجه نحو باريس لإخماد الثورة.
ورغم قلة الخسائر البشرية (أقل من 1000 قتيل من الجانبين)، إلا أن المعركة تميّزت بكونها معركة مدفعية بالدرجة الأولى، حيث أُطلق خلالها أكثر من 20,000 قذيفة في يوم واحد، وهو رقم كبير مقارنة بطبيعة المعارك آنذاك. أدّى التمركز الاستراتيجي للقوات الفرنسية على المرتفعات، وتنسيقهم العالي في إطلاق المدفعية، إلى تقهقر القوات البروسية وتراجعها رغم تفوقها العددي والتنظيمي.

## العامل النفسي وشهادة غوته
من أبرز الشهادات التاريخية التي خلدت هذه المعركة، ما قاله الكاتب الألماني الشهير يوهان فولفغانغ فون غوته، الذي كان حاضرًا ضمن الوفد المرافق للقوات البروسية. وصف غوته لحظة التراجع بأنها بداية عهد جديد في التاريخ الأوروبي، إذ قال:
"من هذا المكان، وفي هذا اليوم، يبدأ عهد جديد في تاريخ العالم، ويمكنكم أن تقولوا إنكم كنتم هناك عند ولادته".
وهذا يدلّ على أن معركة فالمي كانت أكثر من مجرد انتصار عسكري؛ لقد كانت إعلانًا رمزيًا بأن قوى التغيير والثورة قادرة على مواجهة تحالفات الأنظمة الملكية القديمة والانتصار عليها.

## النتائج السياسية المباشرة
في اليوم التالي للمعركة، وتحديدًا في 21 سبتمبر 1792، أعلن المجلس الوطني الفرنسي إلغاء الملكية، وإقامة الجمهورية الفرنسية الأولى. وجاء هذا القرار مدعومًا بثقة كبيرة نابعة من الانتصار في فالمي، الذي منح الثورة دفعة معنوية وسياسية كبيرة، وأثبت قدرتها على الصمود والمواجهة. كما فتح الانتصار الطريق أمام فرنسا للقيام بحملات عسكرية خارج حدودها، وأولها كان غزو بلجيكا والانتصار في معركة جيماب.

## التأثير الأوروبي والعالمي
أدى الانتصار في فالمي إلى تغير موازين القوى في أوروبا، حيث أدركت الدول الملكية أن الثورة الفرنسية ليست مجرد انتفاضة داخلية، بل قوة سياسية وعسكرية قادرة على تصدير أفكارها الثورية. كما بدأت تظهر في أوروبا حركات متعاطفة مع الثورة، خاصة في أوساط المثقفين والطبقات الكادحة التي رأت في انتصار فالمي رمزًا لانتصار الحرية على الاستبداد.